# Bojanów (Basses-Carpates)
Pour les articles homonymes, voir Bojanów.
Bojanów est une localité polonaise, siège de la gmina de Bojanów, située dans le powiat de Stalowa Wola en voïvodie des Basses-Carpates.